# Bruno Rosettani
Bruno Rosettani (Porto Sant'Elpidio, 19 febbraio 1923 – Civitanova Marche, 14 ottobre 1991) è stato un cantante e produttore discografico italiano,  famoso negli anni quaranta e cinquanta.

## Biografia

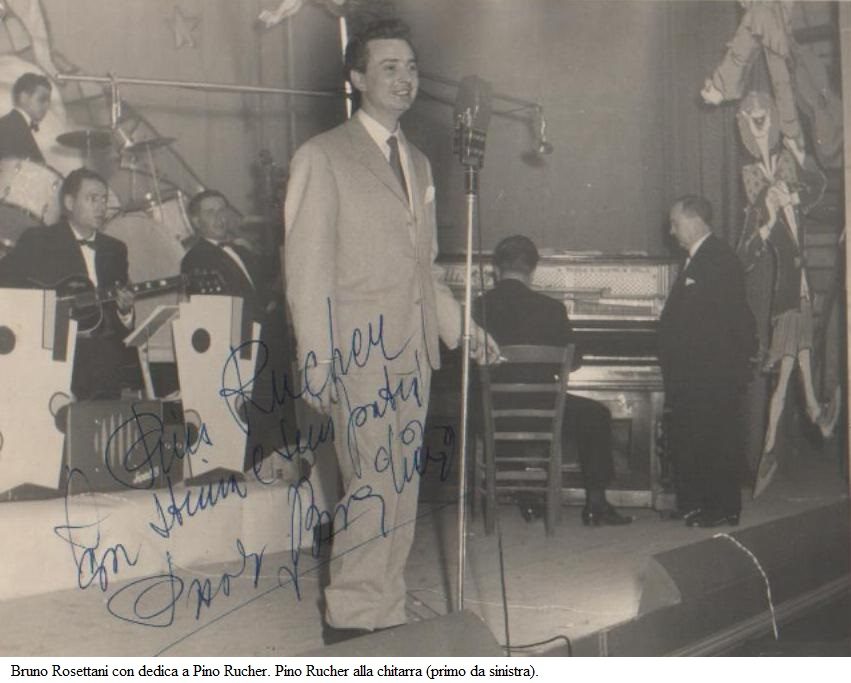
Bruno Rosettani con dedica a Pino Rucher (Pino Rucher alla chitarra, primo a sinistra)

Bruno Rosettani nasce a Porto Sant'Elpidio il 19 febbraio 1923 da Giacomo, commerciante di calzature, e Carolina Catalini, maestra di scuola elementare.
A Porto Sant'Elpidio, con un gruppo di appassionati musicisti, Bruno inizia ad organizzare spettacoli musicali con lo scopo di  raccogliere fondi per sostenere le truppe al fronte. Dopo aver conseguito il diploma di ragioneria, nel 1944 si trasferisce a Milano iscrivendosi all'Università Bocconi dove completa gli studi e dove acquisisce anche la tessera da giornalista e pubblicista.
A Milano comincia a frequentare l'Hot Club Milano, un club privato dove la domenica  mattina si svolgono esibizioni per i soci; qui conosce Gorni Kramer e Franco Cerri ed entra nel giro delle edizioni musicali di Galleria del Corso. Entra in contatto con la Durium che in quel periodo con Cetra, Fonit e VCM è una delle poche case discografiche operanti in Italia.
La Durium è alla ricerca di un cantante brillante e lo stile musicale di Bruno Rosettani si addice a quel ruolo; inizia così la collaborazione con la casa discografica, l'incisione dei primi dischi, le serate in giro per l'Italia e la partecipazione a gare canore e festival della canzone.
Nel 1947, pur continuando la collaborazione con la Durium, effettua alcuni provini per la radio in seguito ai quali esordisce in trasmissioni radiofoniche con il Maestro Segurini.
Successivamente, all'inizio degli anni '50, inizia ad affermarsi l'orchestra diretta dal Maestro Francesco Ferrari, attivo e innovativo protagonista della radio che si ispira a musica americana, brasiliana e al jazz. Proprio con il Maestro Ferrari arriva il primo incarico alla Rai, dove Bruno deve partecipare a numerose trasmissioni settimanali cantando dal vivo accompagnato dall'orchestra.
Nel 1953 Ferrari chiama a far parte della trasmissione Dieci canzoni d'amore da salvare due giovani sorelle di Savona da lui sentite cantare per caso in radio; sono Mirosa e Giovanna Blengio, e l'idea di affiancare questo duo brillante alla voce di Bruno Rosettani risulta un successo. Non solo, il maestro Ferrari, preoccupato per l'impatto che la grande città può avere su due giovani ragazze di provincia, impone al cantante un controllo ferreo sulle due colleghe che porta il trio a condividere momenti professionali e molto tempo insieme.
Il 25 ottobre 1955 Bruno Rosettani e Mirosa Blengio si uniscono in matrimonio a Cairo Montenotte con una cerimonia a quattro, che vede sposi anche la sorella Giovanna con il musicista genovese Romeo Casella. Il matrimonio così celebrato suscita molto scalpore nelle cronache di allora e l'evento va ad occupare le prime pagine dei più importanti giornali, tra cui TV Sorrisi e canzoni.
Nel 1955 Bruno partecipa alla V edizione del Festival di Sanremo con tre canzoni: Era un uomo piccino piccino, Il primo viaggio, Zucchero e pepe e nel 1957 difende i colori delle Marche nell'edizione di Canzonissima Voci e volti della fortuna, aggiudicandosi il secondo posto. 

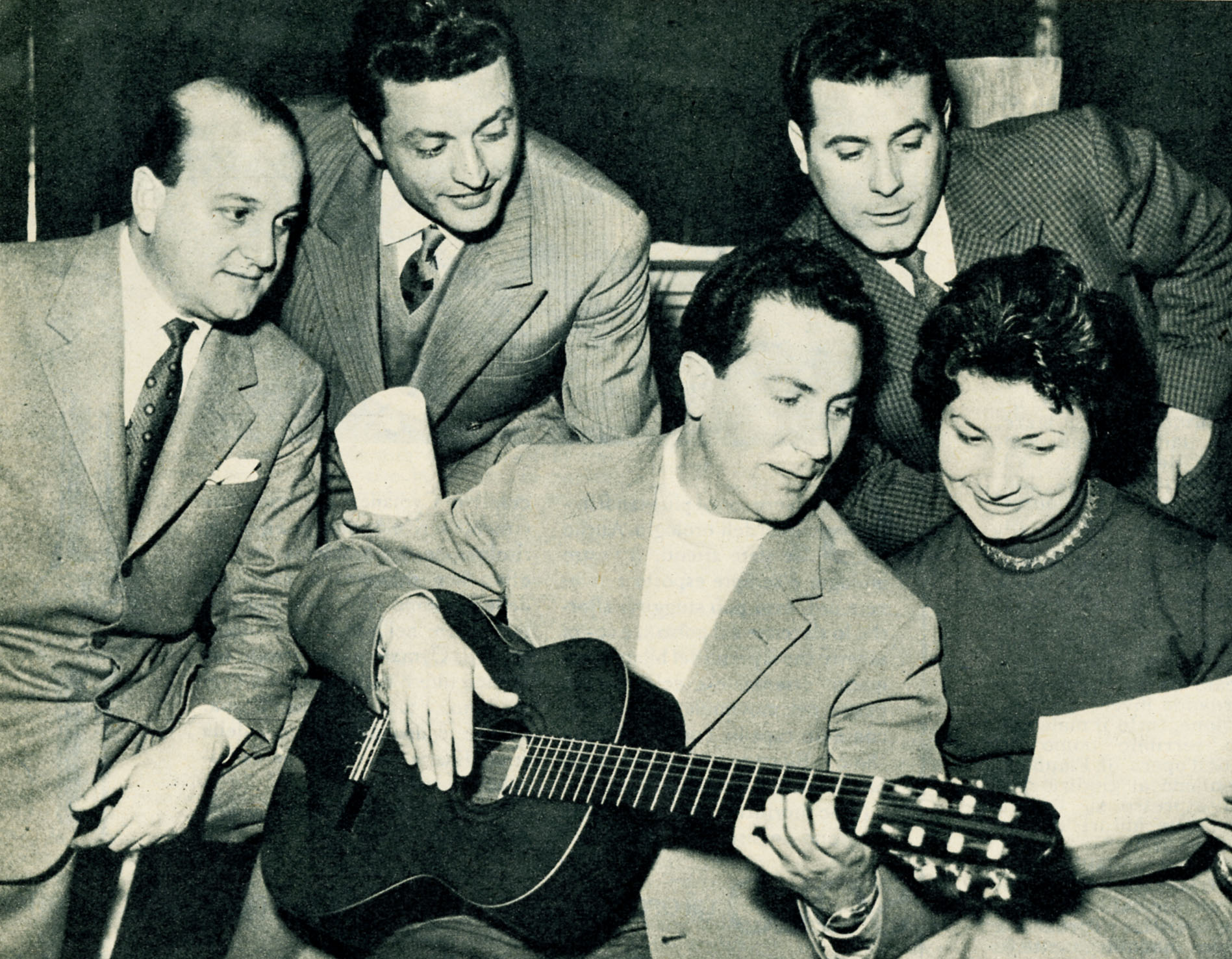
Carlo Savina con la chitarra e i cantanti Gianni Ravera, Bruno Rosettani, Vittorio Tognarelli e Nella Colombo nel 1954

In quegli anni canta anche con Nella Colombo e Flo Sandon's e condivide momenti di spettacolo con Claudio Villa, Gianni Ravera, Giorgio Consolini, Natalino Otto, Achille Togliani, Gino Latilla, lavora con Mario Riva e a fianco di Mike Bongiorno, nella trasmissione Il motivo in maschera.
Con il Duo Blengio però vive i momenti più significativi della sua carriera conquistando il consenso del pubblico italiano e straniero nelle tournée in Canada, USA, Francia Portogallo e Jugoslavia. I suoi più grandi successi sono Eufemia, Una casetta in Canada , Stupidella, Ehi Joe, Carissimo Pinocchio. Molto noto, ancora oggi tra la comunità degli italiani emigrati in America, anche Il Barbiere di Foligno.
Fonda la casa discografica Sabrina, con le omonime edizioni musicali, scoprendo anche talenti come Dori Ghezzi. 
Negli anni sessanta decide di abbandonare la carriera artistica per dedicarsi a Mirosa e ai suoi tre figli: Roberto (1957) Annalisa (1961) e Paola (1964); ritorna a vivere nelle Marche lavorando nel settore calzaturiero.
Muore a Civitanova Marche il 14 ottobre 1991.
A venti anni dalla scomparsa Bruno Rosettani è stato ricordato dalla famiglia che, con il patrocinio del Comune di Porto Sant'Elpidio e del Lions Club di Civitanova Marche, ha organizzato un concerto di beneficenza che si è svolto il 30 settembre 2011 presso il Teatro delle Api del suo paese natale. Al concerto si è esibita la jazzista Danila Satragno accompagnata dall'Elektricacoustik Trio. Nell'occasione il nutrito pubblico intervenuto ha avuto il piacere di rivedere sul palcoscenico Mirosa Blengio che ha duettato con Danila tra calorosi applausi.

## Programmi radio Rai
- Dieci canzoni da lanciare, programma musicale, trasmesso la domenica sera nel 1954.

## Discografia parziale

### Singoli
- 1949: Balbettando.../O suocera (Durium, A 9328)
- 1949: Ho comprato la caccavella/I cadetti di Guascogna (Durium, A 9370)
- 1949: Millefiori (Durium, D. P. 520)
- 1949: Concettina Caturì/Che bella cosa (Durium, A 9400)
- 1950: Quanto dolor/Nostalgia del mare (Durium, A 9638)
- 1952: Serenatissima/Terra straniera (Durium, A 10113)
- 1953: Vecchio scarpone/Papà Pacifico (Durium, A 10124)
- 1953: C'est la vie/Piccina picciò (Durium, 10155)
- 1954: Ufemia/Istambul (Durium, A 10377)
- 1954: Arriva la corriera/Vecchio trenino (Durium, A 10418)
- 1954: Un po' all'antica/Oggi è felice il mio cuor (Durium, A 10656)
- 1955: Il barbiere di Foligno (Durium, A 9443)
- 1955: Canto nella valle/Ci ciu ci...  (Durium, A 10502)
- 1955: Un cuore/Il primo viaggio (Durium, A 10503)
- 1955: Zucchero e pepe/Era un omino (piccino, piccino) (Durium, A 10509)
- 1955: Mambo di mezzanotte/San Josè (Durium, A 10658)
- 1955: ...e l'America è nata così/Non vivo senza amore (Durium, A 10694)
- 1955: Gelsomina (Durium, Ld A 6016)
- 1956: Stornello d'amore/Vecchia Europa/Serenatissima/Terra straniera (Durium, U 20008)
- 1956: Musetto (Durium, Ld A 6039)
- 1957: Serenatella sciuè sciuè (Durium, A 10920) con Nella Colombo
- 1957: Piccolissima serenata (Durium, A 11045)
- 1957: Casetta in Canada/Un filo di speranza (Durium, Ld A 6077) con Nella Colombo
- 1958: Fantastica/Tu sei del mio paese (Durium, 	Ld A 6205)
- 1958: Cos'è un bacio/Nozze d'oro (Durium, 	Ld A 6206)
- 1958: La canzone che piace a te/Se tornassi tu (Durium, Ld A 6207)
- 1958: Magic Moments/Buona sera (signorina) (Durium, Ld A 6305) con Trio Joyce
- 1958: Musetto (Durium, ECGE 75020), uscito in Spagna
- 1959: Diversa da tutte/Non sei bellissima (Durium, Ld A 6505)
- 1959: La biondina di Cortina/Vieni Rosina (Sabrina, MS 120; con il Duo Blengio)
- 1959: Un olandese a Napoli/Dolce terra di Calabria (Sabrina, MS 122; con il Duo Blengio)
- 1959: Tramonto nel West/Bogotà (Sabrina, Ms 128)
- 1959: Dai Carolina/Mandolino mandolino (Sabrina, Ms 130)
- 1959: La chiamano Whisky/Calypso Messican (Sabrina, Ms 132)
- 1959: Calypso a metà/Si tu savais (Sabrina, Ms 134) con Lidia Drey
- 1959: Ufemia/Follia (Sabrina, Ms 148)
- 1963: Uno per tutte (Sabrina, MS 364)

### EP
- 1956: Dove ti va, Nineta!/Toni me toca (Durium, ep A 3036) con Nella Colombo
- 1958: I successi di Bruno Rosettani: Tu sei del mio paese/La canzone che piace a te/Ufemia/Stupidella (Durium, ep A 3085)
- 1959: La ragazza della televisione/Ci rivedremo ancora/Sulla luna/Aufwiedershen...Au Revoir (Sabrina, M 119)
- 1959: Chi sarà?/Si ti savais/Tramonto nel West/Follia! (Sabrina, M 121)

### Album
- 1955: 5º Festival della canzone - Sanremo 1955, (Durium, ms A 524); con Flo Sandon's ed Aurelio Fierro; Rosettani interpreta Un cuore, Canto nella valle e Ci ciu ci cantava l'usignolo)
- 1956: Serie di successi n° 1, (Durium, ms A 530)
- 1956: Serie di successi n° 2, (Durium, ms A 544)
- 1963: Festival di S. Remo 1963 (Phonorama, PH 30385): in quest'album in cui alcuni cantanti interpretano alcuni brani del festival di quell'anno, Bruno Rosettani canta Uno per tutte; gli altri cantanti presenti sono Romeo Casella (Sull'acqua e Non costa niente), Nella Colombo (Ricorda, Perdonarsi in due e Non sapevo), Gesy Sebena (Occhi neri, cielo blu e Giovane, giovane) e Adriano Cecconi (Amour, mon amour, my love e Tu venisti dal mare); in tutte le canzoni dirige l'orchestra il maestro Assuero Verdelli
- 1978: Con simpatia, (Durium, D.P. 001 rb)